# Zain Davids
Mogamat Zain Davids (4 de maio de 1997) é um jogador de rugby sul-africano, que joga na posição de ala-pivô.

## Carreira
Davids nasceu e cresceu na Cidade do Cabo. Ele frequentou e jogou rugby no time principal da Rondebosch Boys' High School na cidade, e ganhou as cores provinciais em várias ocasiões representando a Província Ocidental em torneios juvenis. Em 2013, ele foi incluído no time deles para a Semana Grant Khomo Sub-16 realizada em Vanderbijlpark, marcando um try na vitória por 50-12 sobre os Leopards. Em 2014, ele foi nomeado no time da Província Ocidental para a principal competição de rugby escolar da África do Sul, a Semana Craven Sub-18, realizada em Middelburg. Ele começou todas as três partidas e novamente marcou um try, em uma partida contra o Estado Livre.
Em novembro de 2016, Davids foi incluído no time da South Africa Sevens Academy; depois de ser incluído no time para um torneio local, ele ganhou uma vaga no time que jogou em um torneio internacional de convite que foi realizado como parte do Dubai Sevens de 2016, ajudando o time a chegar à final do torneio. Em janeiro de 2017, Davids foi incluído no time sênior da África do Sul Sevens para o torneio Wellington Sevens de 2017 como substituto do ex-capitão lesionado Kyle Brown. Em 2022, ele fez parte da equipe sul-africana que conquistou sua segunda medalha de ouro nos Jogos da Commonwealth em Birmingham.